# Суперкубок В'єтнаму з футболу 2020
Суперкубок В'єтнаму з футболу 2020  — 22-й розіграш турніру. Матч відбувся 9 січня 2021 року між чемпіоном В'єтнаму клубом Віеттел та володарем кубка В'єтнаму клубом Ханой T&T.
| Володар Суперкубка В'єтнаму 2020 |
| -------------------------------- |
|                                  |
| Ханой T&T Четвертий титул        |

## Матч

### Деталі
| 9 січня 2021 11:45 (EEST) |

| Віеттел | 0:1      | Ханой T&T              |
| ------- | -------- | ---------------------- |
|         | Протокол | Буй Хоанг В'єт Ань 73' |

| Хангдай, Ханой Глядачів: 4 200 Арбітр: Нго Дуї Лан |